# Calamane
Calamane település Franciaországban, Lot megyében. Lakosainak száma 458 fő (2022. január 1.). Calamane Boissières, Cahors, Espère, Maxou, Mercuès, Nuzéjouls és Saint-Pierre-Lafeuille községekkel határos.

## Népesség
A település népességének változása:
| Lakosok száma | 155  | 243  | 294  | 423  | 467  | 458  | 458  | 457  | 460  | 458  |
|               | 1968 | 1982 | 1990 | 2006 | 2013 | 2015 | 2017 | 2019 | 2020 | 2022 |